# Lehrstuhl für deutsches Recht der Universität Lausanne
Der Lehrstuhl für Deutsches Recht (französisch Chaire de droit allemand, CDA) ist der einzige deutschsprachige Lehrstuhl an der Rechts- und Kriminalwissenschaftlichen Fakultät der Universität Lausanne (französisch Université de Lausanne) im französischsprachigen Teil der Schweiz. Der Lehrstuhl besteht seit über einem Jahrhundert. Der Schwerpunkt der Vorlesungs- und Forschungstätigkeit des Lehrstuhls liegt neben den Vorlesungen zum deutschen Privatrecht, vor allem im Internationalen Privat- und Wirtschaftsrecht. Voraussetzung für ein Studium an dem Lehrstuhl für Deutsches Recht ist eine abgeschlossene Zwischenprüfung bzw. der Erwerb der „Kleinen Scheine“ an einer juristischen Fakultät in Deutschland.
Der Lehrstuhl hat seinen Sitz im Gebäude Internef am Campus Dorigny und bietet ein eigenes Alumni-Netzwerk für ehemalige Studenten, den Alumni-Verein Lausanne e.V.

## Geschichte

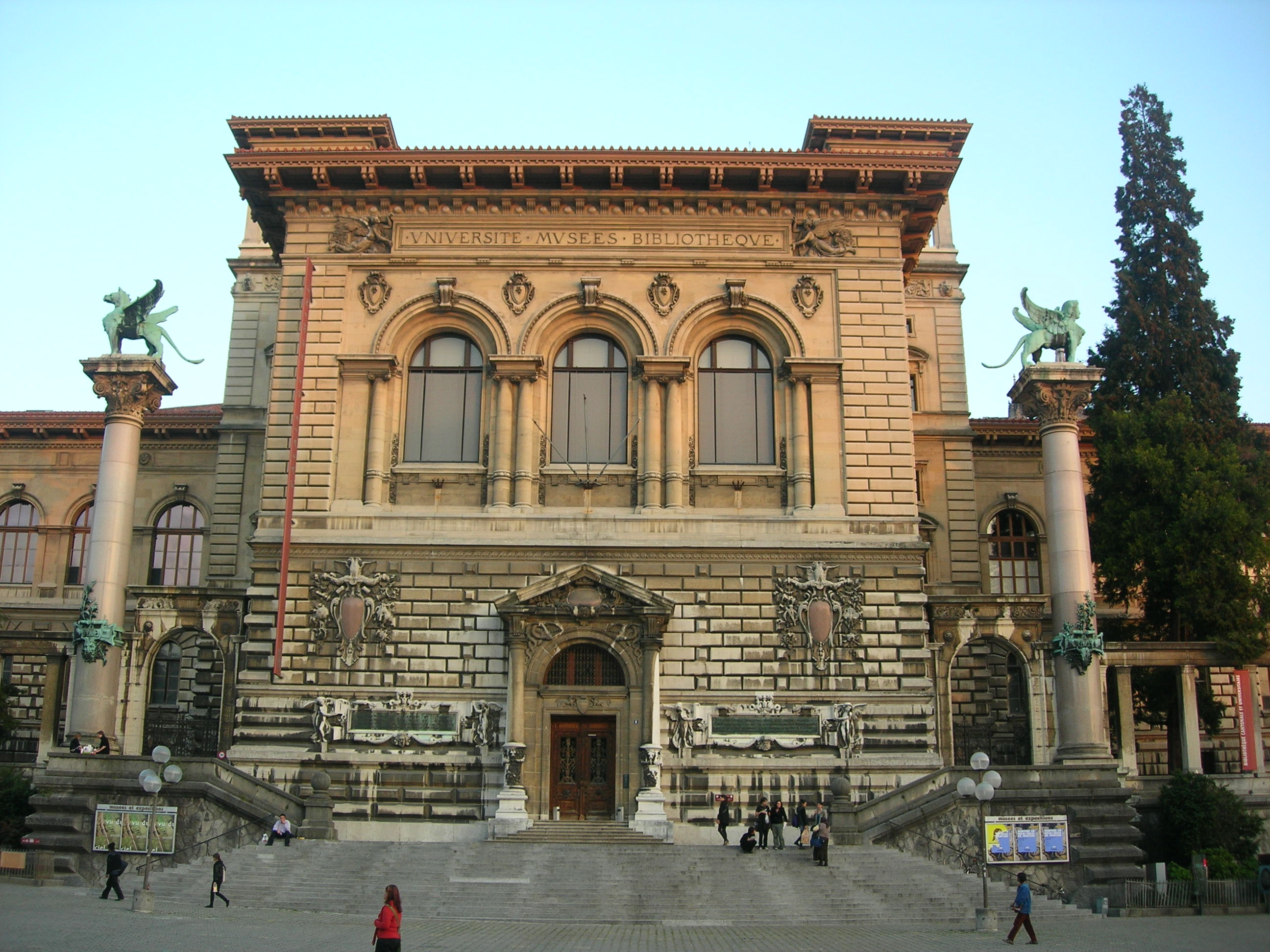
Palais de Rumine, bis 1970 Sitz des Lehrstuhls für deutsches Recht, heute Hauptgebäude der KUB

Der Berliner Heinrich Erman, seit 1883 Professor in Lausanne, hielt seit dem Wintersemester 1886/87 erstmals deutschsprachige Vorlesungen zum Römischen Recht und nachdem 1896 in Deutschland das BGB verabschiedet worden war, erstmals auch zum neuen deutschen Zivilrecht. Als Erman Lausanne 1902 nach 19 Jahren verließ, wurde auf seinen Antrag hin an der Université de Lausanne ein deutschsprachiger Lehrstuhl für Deutsches Recht eingerichtet. Der Lehrstuhl stellt als einziger deutschsprachiger Lehrstuhl seitdem eine Besonderheit an der sonst französischsprachigen Université de Lausanne dar. Aus seinen Angeboten und Vorlesungen zum deutschen Recht entwickelte sich eine Tradition, die bis in die Gegenwart, seit nunmehr 125 Jahren anhält. Seitdem konnten neben dem Studium des Schweizer Rechts in französischer Sprache, das in Deutschland begonnene Jurastudium während eines Sprachaufenthalts in Lausanne fortgesetzt werden.
Nachdem der Lehrstuhl für Deutsches Rechts an der Université de Lausanne gegründet worden war, wurden Vorlesungen für Anfänger und für Fortgeschrittene gleichermaßen angeboten. Damit war es möglich, das Jurastudium in Lausanne nicht nur fortzusetzen, sondern direkt dort zu beginnen. Wegen der niedrigen Studentenzahlen kam der deutschsprachige Rechtsunterricht 1914 über 10 Jahre lang zum Erliegen. 1928 wurde die Vorlesungstätigkeit durch Heinrich Erman wieder aufgenommen und von Otto Riese, welcher 1931 an die Université de Lausanne berufen wurde, weitergeführt. Der Lehrstuhl für Deutsches Recht konnte so wieder etabliert werden und besteht seitdem unter Leitung vieler namhafter Lehrstuhlinhaber bis heute.

## Angebot

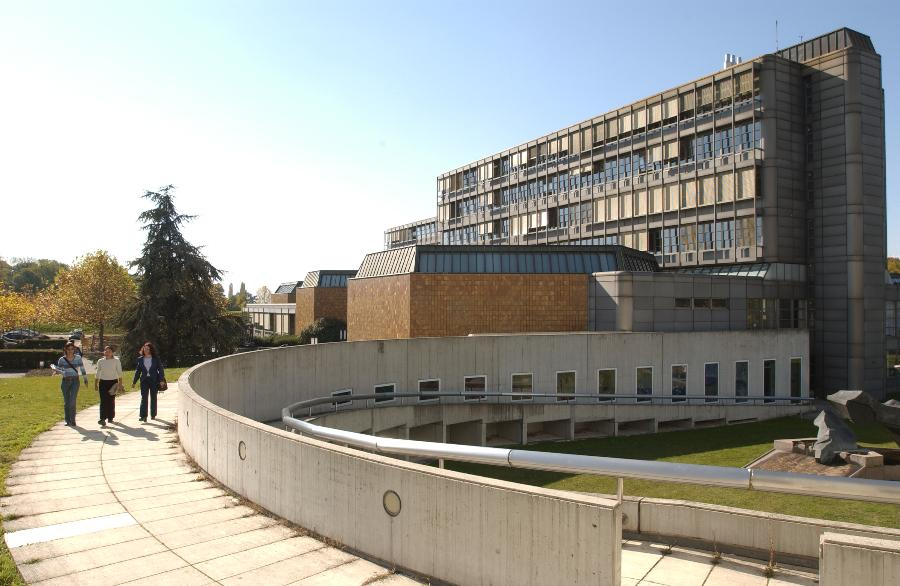
L’Internef, Sitz des Lehrstuhls für deutsches Recht (CDA)am Campus in Dorigny

Heute richtet sich die Vorlesungstätigkeit des Lehrstuhls an fortgeschrittene Studenten, die neben dem Erlernen der französischen Sprache, das reichhaltige französischsprachige Studienangebot in Rechtsvergleichung und internationalem Recht sowie Europarecht der Universität nutzen wollen. In unmittelbarer Nähe des Lehrstuhls befindet sich das Schweizerische Institut für Rechtsvergleichung (Institut Suisse de droit comparé).
Angeboten werden die Übung im Zivilrecht für Fortgeschrittene (jedes Semester), die Übung im Öffentlichen Recht für Fortgeschrittene (nur im Frühjahrssemester), Vorlesungen zur deutschen Zivilprozessordnung sowie Vorlesungen zum europäischen Wirtschaftsrecht. Weiterhin komplettieren Seminare zu aktuellen Themen des internationalen Privatrechts und der Privatrechtsvergleichung sowie des europäischen und internationalen Wirtschaftsrechts das Lehrangebot des Lehrstuhls. Die Vorlesungen und Leistungsnachweise, die an den meisten deutschen Universitäten anerkannt werden, werden überwiegend von Studenten aus der Bundesrepublik Deutschland absolviert, die sich direkt an der Université de Lausanne für das Auslandsstudium beworben haben oder im Rahmen des Erasmus-Programms der Europäischen Union ein oder zwei Semester in Lausanne verbringen. Die an diesem Lehrstuhl erworbenen Scheine der Übungen für Fortgeschrittene können in Deutschland als „große Scheine“ angerechnet werden. Die Seminararbeiten sind an den meisten deutschen Universitäten als Teilleistungen für das juristische Schwerpunktbereichsstudium anrechenbar. Über die Anrechenbarkeit der in Lausanne absolvierten Leistungen entscheidet das jeweilige Prüfungsamt der Heimatuniversität. Ab dem Wintersemester 2013 werden darüber hinaus Arbeitsgemeinschaften in den Kernmaterien des Zivilrechts als Einstieg in die Examensvorbereitung angeboten.
Derzeitiger Lehrstuhlinhaber ist Christoph A. Kern, Gastprofessor ist Marc Bungenberg von der Universität des Saarlandes. Es besteht die Möglichkeit einer Promotion am Lehrstuhl für deutsches Recht unter der Betreuung von Christoph A. Kern.

## Lehrstuhlinhaber
- 1887–1902: Heinrich Erman (1857–1940), deutscher Jurist und Hochschullehrer mit dem Forschungsschwerpunkt im Römischen Recht.
- 1902–1908: Ludwig Kuhlenbeck
- 1909: Max Pagenstecher, deutscher Jurist und Hochschullehrer an den Universitäten Lausanne, Halle und Hamburg
- 1913–1915: Hans Lewald, deutscher Rechtswissenschaftler  und Hochschullehrer an den Universitäten Frankfurt am Main, Köln, Lausanne, Basel Berlin und Freiburg
- 1910–1918: Karl Haff
- 1918–1928: Suspension – Einstellung des Lehrbetriebs
- 1928–1933: Heinrich Erman, s. o.
- 1935–1951: Otto Riese (1894–1977), Senatspräsident des BGH, erster deutscher Richter am Europäischen Gerichtshof
- 1951–1957: Bernhard Aubin (1913–2005), Deutsches und Vergleichendes Privatrecht
- 1957–1966: Karl Heinz Neumayer (1920–2009), Rechtswissenschaftler, Universitätsprofessor in Lausanne, Fribourg und Würzburg
- 1971–1975: Ulrich Immenga (* 1934), deutscher Rechtswissenschaftler mit dem Forschungsschwerpunkt Wirtschaftsrecht
- 1977–1999: Fritz Sturm (1929–2015), Forschungsschwerpunkte in internationalem Privatrecht, Rechtsvergleichung, Familienrecht, Erbrecht und Staatsangehörigkeitsrecht
- 2001–2007: Andreas Heinemann (* 1962), Forschungsschwerpunkte im Handels-, Wirtschafts- und Europarecht
- SoSe 2007: Christian Kersting, Bürgerliches Recht, deutsches und internationales Unternehmens-, Wirtschafts- und Kartellrecht
- 2008–2011 (ad interim bis 2012): Götz Schulze (1964–2018), Bürgerliches Recht, Europäisches Privatrecht, Internationales Privat- und Verfahrensrecht und Rechtsvergleichung
- Februar–Oktober 2013: Christoph A. Kern (* 1975)
- seit November 2013: unbesetzt, ad interim verwaltet durch Christoph A. Kern

## Gastprofessoren
- Hartmut Maurer (1931–2024), Staatsrechtler
- Thomas Würtenberger (* 1943), Forschungsschwerpunkte im Öffentlichen Recht, Verwaltungswissenschaft, Staatsphilosophie und Verfassungsgeschichte
- Abbo Junker (* 1957), Forschungsschwerpunkte im internationalen Arbeitsrecht, Arbeitsrechtsvergleichung und Bürgerliches Recht
- Marc Bungenberg (* 1968), Forschungsschwerpunkte im Öffentlichen Recht, Europarecht, Völkerrecht und Internationalen Wirtschaftsrecht

## Lehrbeauftragte
- Walter Boente (Die Deutsche Zivilprozessordnung)

### Erfahrungsberichte
Erfahrungsberichte und sonstige Informationen bezüglich des Studiums an der Université de Lausanne sind auf der Homepage des Lehrstuhls für Deutsches Recht zu finden.